# Phönix D.I
Le Phönix D.I est un avion de chasse biplan de la Première Guerre mondiale construit par Phönix Flugzeug-Werke (de) et basé sur le Hansa-Brandenburg D.1.

## Développement
Le Phönix DI était le deuxième modèle développé par Phönix Flugzeug-Werke, basé sur le design du Hansa-Brandenburg DI qu'il produisait sous licence.
Le DI était un chasseur biplan monoplace avec des améliorations par rapport à la conception originale du Hansa-Brandenburg : des ailes plus efficaces, un moteur plus puissant et des améliorations structurelles.
Un prototype a volé pour la première fois en 1917 et s'est avéré rapide mais difficile à diriger ; toutefois, en raison du besoin urgent de chasseurs, le DI est entré en production.
Pour résoudre les problèmes, une variante modifiée, le D.II a été introduite avec des gouvernails de profondeur équilibrés et des ailerons équilibrés sur les ailes supérieures. Un autre développement a été le D.III qui avait des ailerons équilibrés sur les deux ailes et un moteur en ligne Hiero 6 plus puissant de 230 ch (170 kW). Le dernier des 158 avions des trois types a été livré le 4 novembre 1918

## Service opérationnel
Les DI de l'armée sont entrés en service en décembre 1917. Ce modèle a été utilisé comme chasseur d'escorte par les Fliks 4/D, 15/D, 17/D, 48/D, 54/D et 66/D. (Les D-Fliks étaient de petites unités polyvalentes, capables d'effectuer des tâches de reconnaissance, de bombardement, de défense et de repérage d'artillerie à courte portée, composées de quatre à cinq avions, à la fois des chasseurs monoplaces et des types biplaces d'observation / bombardiers légers.) Il fut utilisé comme chasseur dans les Fliks 14/J, 30/J, 60/J, 61/J et 63/J. (Les J-Fliks – J pour « Jagd », c'est-à-dire « chasse » – étaient des unités de chasse, constituées d'un effectif officiel de 18 avions, dont très peu disposaient en pratique.) Il a été favorablement accueilli par les pilotes, notamment par ceux qui avaient l'habitude des biplaces qui l'ont trouvé stable, robuste et facile à piloter. Une critique, cependant, était que le DI était « presque trop stable pour des manœuvres de combat rapides ». Certains ont été équipés de caméras et ont ainsi été convertis en appareils de reconnaissance.
Plusieurs as austro-hongrois ont utilisé cet avion, parmi lesquels Kurt Gruber (en), Roman Schmidt (en), Karl Teichmann (en), Godwin Brumowski, Benno Fiala Ritter von Fernbrugg, Franz Gräser (en), Karl Nikitsch (en), Frank Linke-Crawford and József Kiss – qui a été tué alors qu'il pilotait un D.II le 24 mai 1918.

## Opérateurs
Austria-Hungary
- Aviation des troupes impériales et royales austro-hongroises
- Marine austro-hongroise

 Sweden
- Armée de l'air suédoise - Après-guerre

- Royal Yugoslav Air Force (en) - Après-guerre.